# Приметкино (село)
Приме́ткино — село в Мариинском районе Кемеровской области. Входит в состав Кийского сельского поселения.

## География
Центральная часть населённого пункта расположена на высоте 146 метров над уровнем моря.

## Население
По данным Всероссийской переписи населения 2010 года, в селе Приметкино проживает 365 человек (171 мужчина, 194 женщины).